# Mayta Cápac
Mayta Cápac (en quechua: Mayta Qhapaq) fue el cuarto gobernante del Curacazgo del Cuzco. Cuando Lloque Yupanqui murió, Mayta Cápac era aún muy pequeño para asumir el poder, por lo que su tío asumió el mando hasta que este fuese maduro.

## Biografía

### Onomástica y etimología
El término «Mayta» podría tener distintos significados en Quechua como: ¿a dónde?, ¿qué?, ¿cuál? Pero recordemos que la lengua que hablaban los Incas entre ellos era el lengua puquina. Otro de los significados de Mayta es explorar. Por otra parte, Qhapaq tiene muchos significados, como «curaca», «cacique», «señor», «riqueza», «poder». Dicho lo anterior, se puede concluir que el término era una especie de Título nobiliario similar al Señor en Europa que gobernaba un Señorío.
A Mayta Cápac se le atribuye que fue el primer Inca que llegó al mar; él exploró las zonas de Arequipa, Moquegua, Abancay etc. Lo que deja como posibilidad de que su nombre sea en realidad un nombre que adoptó al momento de ceñirse la Mascapaicha o un nombre póstumo, pero podríamos decir que su nombre sería algo así como Explorador Poderoso.
Otras versiones nos señalan el uso común de «Maytaq»: ¿de dónde? o ¿qué?; pero Qhapaq aún conserva su significado, lo que nos da: ¿Y dónde está el poderoso? o ¿dónde está la riqueza? Sin embargo, ese uso de «Maytaq» es moderno y en su versión más antigua tiene por significado ‘exploración’, por lo que podríamos decir que su nombre significaría El Explorador Poderoso.

### Infancia y juventud
Nació en el Cuzco, posiblemente en el Inticancha en 1282, Fue el único hijo varón del inca Lloque Yupanqui y su esposa Mama Cahua. Nació 8 años antes de la muerte de su padre, ya que él era muy viejo cuando lo tuvo y falleció poco después. 
De Joven, tuvo una relación con su hermana Curu Yaya y no se sabe si fue su concubina en soltería o una relación prematrimonial. Fruto de esta nació un hijo natural suyo llamado Capac Yupanqui. 

### Matrimonios y descendencia
Llegado a edad adulta se casó con Mama Tancaray, hija del curaca del Señorío de Collagua y con ella tuvo a:
- Tarco Huaman
- Inti Conde Mayta
- Orco Guaranca
- Queco Aucaylli
- Rocca Yupanqui

Con su concubina Mayor, su hermana Cuci Chinbo Mama Yachi Urma tuvo a:
- Apo Conde Mayta
- Bilcac Inga
- Chimbu Ucllo Mama Cahua
- Uilcac Ynga
- Uiza Topa Ynga
- Ynquillay Coya

Con una mujer Cusqueña llamada Alonainai tuvo un hijo bastardo fuera de sus matrimonios llamado:
- Umau Putano

### Gobierno y cautiverio
El principio de su reino se destacó, bajo la regencia de su tío, por la guerra contra la rebelde etnia de Alcahuisa que terminó tras tres batallas. En la última batalla el líder de los Alcahuisas, Ayar Ucho, cayó prisionero, lo que finalizó el conflicto. Ayar Ucho fue encerrado a perpetuidad y murió en prisión.
Cuando Mayta Cápac fue lo suficientemente maduro para ser gobernador, los incas ya representaban una preocupación para los ayarmacas, quienes en un siglo no pudieron expulsarlo del valle del Cuzco.
Mayta Cápac cedió su gobierno a Tarco Huamán, quién recibió un golpe de Estado por parte de su primo hermano Cápac Yupanqui, casi inmediatamente de iniciado su mandato. En aquel golpe de Estado, los Alcahuisas aprisionaron a Mayta Cápac en el año 1320. Allí, Mayta Cápac permaneció preso hasta su muerte cerca a los 112 años.[cita requerida] Una vez fallecido el Inca, su Mallqui fue preservado en el Inticanacha hasta 1560; ya que fue encontrada por Juan Polo De Ondegardo y enviada a El Real Hospital De San Andrés.

## Fechas
Como la mayoría de veces los cronistas no se ponen de acuerdo, pero los más confiables dicen:
- Sarmiento de Gamboa nos dice que Nació en el 784 y murió en el 896 a los 112 años.
- Garcilaso de La Vega nos dice que Gobernó entre el 1290 y el 1320.
- Guamán Poma de Ayala dice que Murió a lo 120 años.